# Cannabinoïde de synthèse
Pour les articles homonymes, voir PTC.
 (mai 2017).
Si vous disposez d'ouvrages ou d'articles de référence ou si vous connaissez des sites web de qualité traitant du thème abordé ici, merci de compléter l'article en donnant les références utiles à sa vérifiabilité et en les liant à la section « Notes et références ».

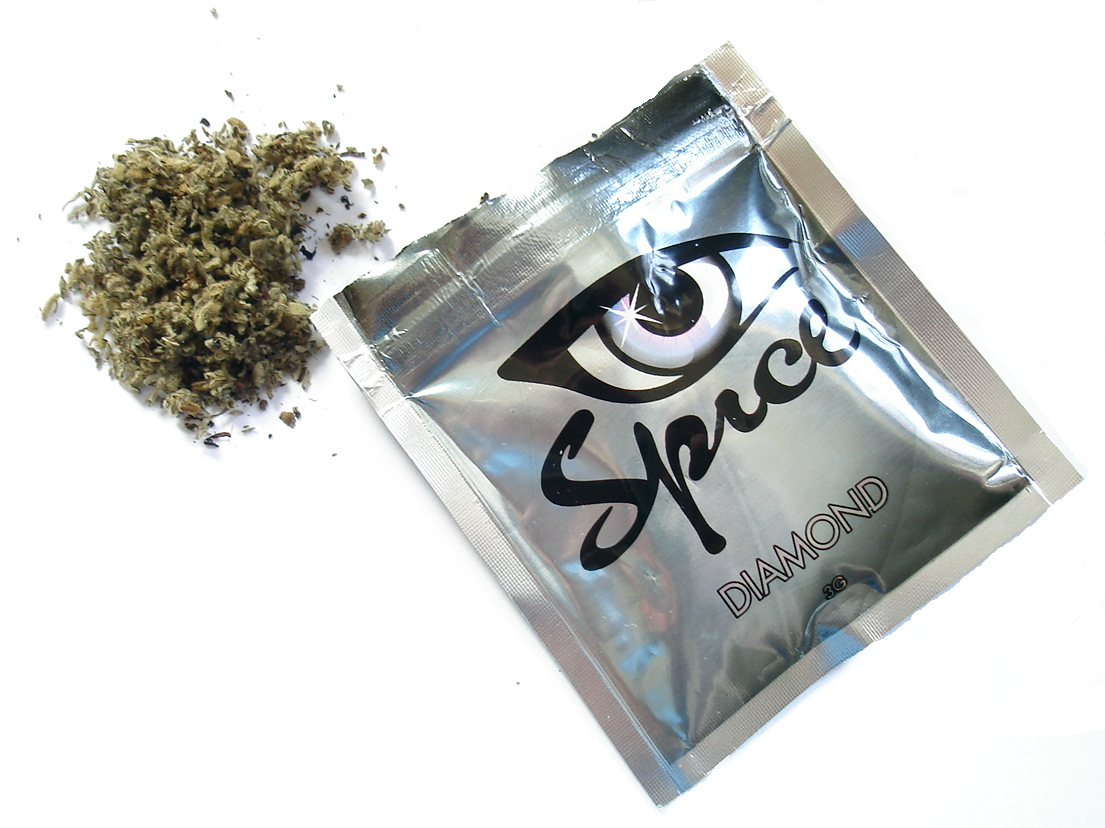
Un sachet de Spice, qui contenait en 2008 de l'herbe additionnée de cannabinoïdes de synthèse, notamment l'un des premiers découverts, le JWH-018.

Les cannabinoïdes de synthèse sont des substances psychotropes de synthèse, ayant un effet analogue aux cannabinoïdes naturels : ils se lient aux mêmes récepteurs, les récepteurs cannabinoïdes. Malgré cette analogie, ils peuvent être sensiblement plus forts et, de ce fait, bien plus addictifs que le THC issu du cannabis. 

## Nom
Les cannabinoïdes de synthèse, associés à de l'herbe (de cannabis ou non), sont vendus sous divers noms : cannabis synthétique, buddha blue, pète ton crâne (PTC), K2, Spice, etc. 

## Effets
Du fait de sa composition chimique différente de celle du cannabis classique, il est indétectable dans les tests de dopage et serait, à ce titre, particulièrement prisé des sportifs et des militaires.
Les cannabis de synthèse sont plus puissants, plus dangereux et plus addictifs que le cannabis naturel. Une des raisons invoquées est leur contenu en agonistes des cannabinoïdes qui ont une plus forte affinité pour les récepteurs cannabinoïdes CB1 et CB2 que le THC du cannabis naturel. Parallèlement, contrairement au Spice, le cannabis naturel contient du cannabidiol, connu pour ses propriétés antipsychotiques.[réf. nécessaire]
À la suite de l'étude de cas hospitalisés il est maintenant évident que ces cannabis de synthèse peuvent causer de l'agitation, des comportements agressifs, des catatonies, des suées intenses et des troubles de la parole.[réf. nécessaire]
Des possibles effets à long terme, aucun antidote n'est actuellement disponible pour traiter l'intoxication aux cannabinoïdes de synthèse. Et, bien que les symptômes soient habituellement de courte durée, « de possibles multiples effets à long terme sur l'immunomodulation et la carcinogénèse, la perte de mémoire, les complications psychiatriques et la dépendance ont été décrits », soulignent les auteurs. Ils précisent qu'« étant donné la sensibilité du cerveau en développement et l'association entre l'utilisation précoce du cannabis et le risque de psychose, l'utilisation de ces nouveaux cannabis de synthèse par les adolescents pose un vrai problème. »[réf. nécessaire]
Entre 2010 et 2011, l'American Association of Poison Control Centers a rapporté 9 500 appels impliquant une toxicité par cannabis de synthèse (au moins 7 000 en 2015). Et, en Europe, des décès par overdose ont été rapportés, notamment, en Grande-Bretagne et aux Pays-Bas. En outre, plusieurs études et revues de la littérature ont montré une association entre la consommation de cannabis de synthèse et la survenue d'hallucinations et de paranoïa, mais aussi, d'infarctus du myocarde chez des adolescents,.
L'équipe du Dr Cohen note que les réactions dystoniques observées dans deux des cas sont des « effets secondaires inhabituels » et qu'il est possible que la dystonie observée soit, en fait, une association de catatonie, de catalepsie et d'agitation. « Une dystonie induite par les cannabinoïdes serait un curieux phénomène », parce que les effets du THC sur le ganglion de la base ont été étudiés dans le traitement de la dystonie, indiquent-ils. À la vue de ces trois cas, « il est maintenant évident que ces cannabis de synthèse peuvent causer de l'agitation, des comportements agressifs, des catatonies, des suées intenses et des troubles de la parole », concluent les auteurs du rapport.[réf. nécessaire]

## Légalité
La légalité du cannabis synthétique est un sujet compliqué, car les autorités doivent interdire les substances au fur et à mesure qu'elles sont inventées, comme c'est le cas en Suisse. Ceci soulève des questions par rapport à comment régler le cadre légal. « Ce jeu du chat et de la souris entre producteurs/vendeurs et autorités a ses limites puisque les molécules sont souvent remplacées par d’autres lorsqu’elles sont interdites. Ce n’est donc pas une situation idéale et réfléchir à un autre type de régulation fait certainement sens » affirme Frank Zobel, directeur adjoint d’Addiction Suisse.